# George Gale
George Gale (Maryland, 3 giugno 1756 – Maryland, 2 gennaio 1815) è stato un politico statunitense. Fu rappresentante per lo stato del Maryland nel 1º Congresso degli Stati Uniti.

## Biografia
Gale nacque nel Maryland nel 1756. Frequentò la scuola pubblica e  servì nell'esercito continentale durante la Guerra d'indipendenza americana. Quando il Maryland convocò il proprio convegno per ratificare la Costituzione degli Stati Uniti nel 1788, Gale ne fu un membro. Fu, in seguito, eletto al Congresso degli Stati Uniti come membro della Camera dei Rappresentanti. Fu rappresentante per soli due anni, dal 1789 al 1791.
Gale morì nel Maryland nel 1815. Fu sepolto nell'ex cimitero della famiglia Gale. Ora, invece, è sepolto nella chiesa episcopale di St. Mark a Perryville, nel Maryland. Suo figlio, Levin Gale, seguì le sue orme e divenne rappresentante degli Stati Uniti nel 1827. Durante la Seconda guerra mondiale la Liberty SS George Gale fu chiamata così in suo onore.